# Guilmécourt
Guilmécourt är en kommun i departementet Seine-Maritime i regionen Normandie i norra Frankrike. Kommunen ligger i kantonen Envermeu som tillhör arrondissementet Dieppe. År 2018 hade Guilmécourt 415 invånare.

## Befolkningsutveckling
Antalet invånare i kommunen Guilmécourt
| Referens: INSEE |